# نامزدان انتخابات ریاست‌جمهوری ایران (۱۴۰۰)
این فهرستی از افراد سیاسی شناخته‌شده‌است که در انتخابات ریاست‌جمهوری ایران (۱۴۰۰) نام‌نویسی کردند.
در مدت ۵ روزهٔ ثبت‌نام، از ۲۱ تا ۲۵ اردیبهشت ۱۴۰۰، ۵۹۲ نفر با حضور در وزارت کشور داوطلب سیزدهمین دوره از انتخابات ریاست‌جمهوری شدند که از این شمار ۴۰ نفر زن و ۵۵۲ نفر مرد بودند.
از ۵۹۲ نامزد ثبت‌نام‌شده، شمار ۴۶ نفر از افراد شناخته‌شده بودند که نام آن‌ها به تفکیک وضعیت و با ذکر آخرین و بالاترین منصب در قوهٔ مجریه (یا آخرین و بالاترین منصب در دیگر نهادها به همراه آخرین و بالاترین منصب در قوهٔ مجریه) در فهرست زیر آمده‌است.

## نامزدهای رسمی
| نام                         | نگاره | سوابق | سن | حزب/گرایش                                |
| --------------------------- | ----- | --- | -- | ---------------------------------------- |
| سعید جلیلی                  |       | - عضو حقیقی شورای راهبردی روابط خارجی (۱۳۹۵–اکنون) - عضو حقیقی مجمع تشخیص مصلحت نظام (۱۳۹۲–اکنون) - دبیر شورای عالی امنیت ملی (۱۳۸۶–۱۳۹۲) و نمایندهٔ رهبر در این شورا (۱۳۸۷–اکنون)                                                                                         | ۵۵ | جبهه پایداری/اصولگرا                     |
| محسن رضایی                  |       | - دبیر و عضو حقیقی مجمع تشخیص مصلحت نظام (۱۳۷۶–اکنون) - فرمانده کل سپاه پاسداران (۱۳۶۰–۱۳۷۶) | ۶۶ | جبهه ایستادگی ایران اسلامی               |
| سید ابراهیم رئیسی           |       | - رئیس قوه قضائیه (۱۳۹۷–اکنون) - عضو حقیقی مجمع تشخیص مصلحت نظام (۱۳۹۶–تاکنون) - متولی آستان قدس رضوی (۱۳۹۴–۱۳۹۸) - دادستان کل کشور (۱۳۹۳–۱۳۹۵) - نماینده مجلس خبرگان رهبری (۱۳۸۵–اکنون) - معاون اول رئیس قوه قضاییه (۱۳۸۳–۱۳۹۳) - رئیس سازمان بازرسی کل کشور (۱۳۷۳–۱۳۸۳) | ۶۰ | جامعه روحانیت مبارز/اصولگرا              |
| علیرضا زاکانی               |       | - رئیس مرکز پژوهش‌های مجلس شورای اسلامی (۱۳۹۹–اکنون) - نمایندهٔ مجلس شورای اسلامی (۱۳۸۳–۱۳۹۵؛۱۳۹۹–اکنون) - رئیس سازمان بسیج دانشجویی (۱۳۷۹–۱۳۸۲) | ۵۵ | جمعیت رهپویان انقلاب اسلامی/اصولگرا      |
| سید امیرحسین قاضی‌زاده هاشمی |       | - نمایندهٔ مجلس شورای اسلامی (۱۳۸۷–اکنون) - نایب رئیس اول مجلس شورای اسلامی (۱۳۹۹–۱۴۰۰) | ۵۰ | حزب اسلامی قانون/اصولگرا                 |
| محسن مهرعلیزاده             |       | - استاندار اصفهان (۱۳۹۶–۱۳۹۷) - معاون رئیس‌جمهور؛ رئیس سازمان تربیت بدنی (۱۳۸۰–۱۳۸۴) - استاندار خراسان (۱۳۷۶–۱۳۸۰) | ۶۵ | مستقل/اصلاحطلب                           |
| عبدالناصر همتی              |       | - رئیس کل بانک مرکزی جمهوری اسلامی ایران (۱۳۹۷–اکنون) - مدیرعامل بانک ملی ایران (۱۳۹۲–۱۳۹۵) - مدیرعامل بانک سینا (۱۳۸۵–۱۳۹۲) - رئیس بیمه مرکزی جمهوری اسلامی ایران (۱۳۷۳–۱۳۸۵؛ ۱۳۹۵–۱۳۹۷) - معاونت سیاسی صدا و سیمای جمهوری اسلامی ایران (۱۳۶۸–۱۳۷۳)                      | ۶۴ | حزب کارگزاران سازندگی/اعتدالگرا-اصلاحطلب |

## پی‌نوشت و منبع
1. ↑  «۵۹۲ نفر داوطلب انتخابات ریاست جمهوری شدند». ایرنا.
2. ↑  «انتشار اسامی نهایی نامزدهای انتخابات ریاست جمهوری - ایسنا». web.archive.org. ۲۰۲۱-۰۵-۲۶. بایگانی‌شده از اصلی در ۲۶ مه ۲۰۲۱. دریافت‌شده در ۲۰۲۱-۰۶-۰۸.
3. ↑  حزب اسلامی قانون فعالیت انتخاباتی خود را آغاز کرد/ با لاریجانی قرابت داریم